# Robert Goebbels
Robert Goebbels (Ciutat de Luxemburg, 3 d'abril de 1944) és un polític i periodista luxemburguès, membre del Partit Socialista dels Treballadors (LSAP) i diputat europeu pel Partit Socialista Europeu.
De formació periodista, va ser columnista del Tageblatt i president de l'Associació de Periodistes de Luxemburg de 1972 a 1974. Va ser ministre d'Economia i ministre d'Obres Públiques entre 1989 y 1999, Ministre de Transports de 1989 a 1994 i Ministre d'Energia entre 1994 i 1999.